# آویز فرش
آویز فرش (انگلیسی: Carpet hanger) ساختاری برای آویزان کردن فرش‌ها برای تمیز کردن با کمک قالی‌کوب است. این ابزار در آلمان، لهستان، لیتوانی، جمهوری چک، فنلاند، رومانی، روسیه و سایر کشورها شناخته شده است.

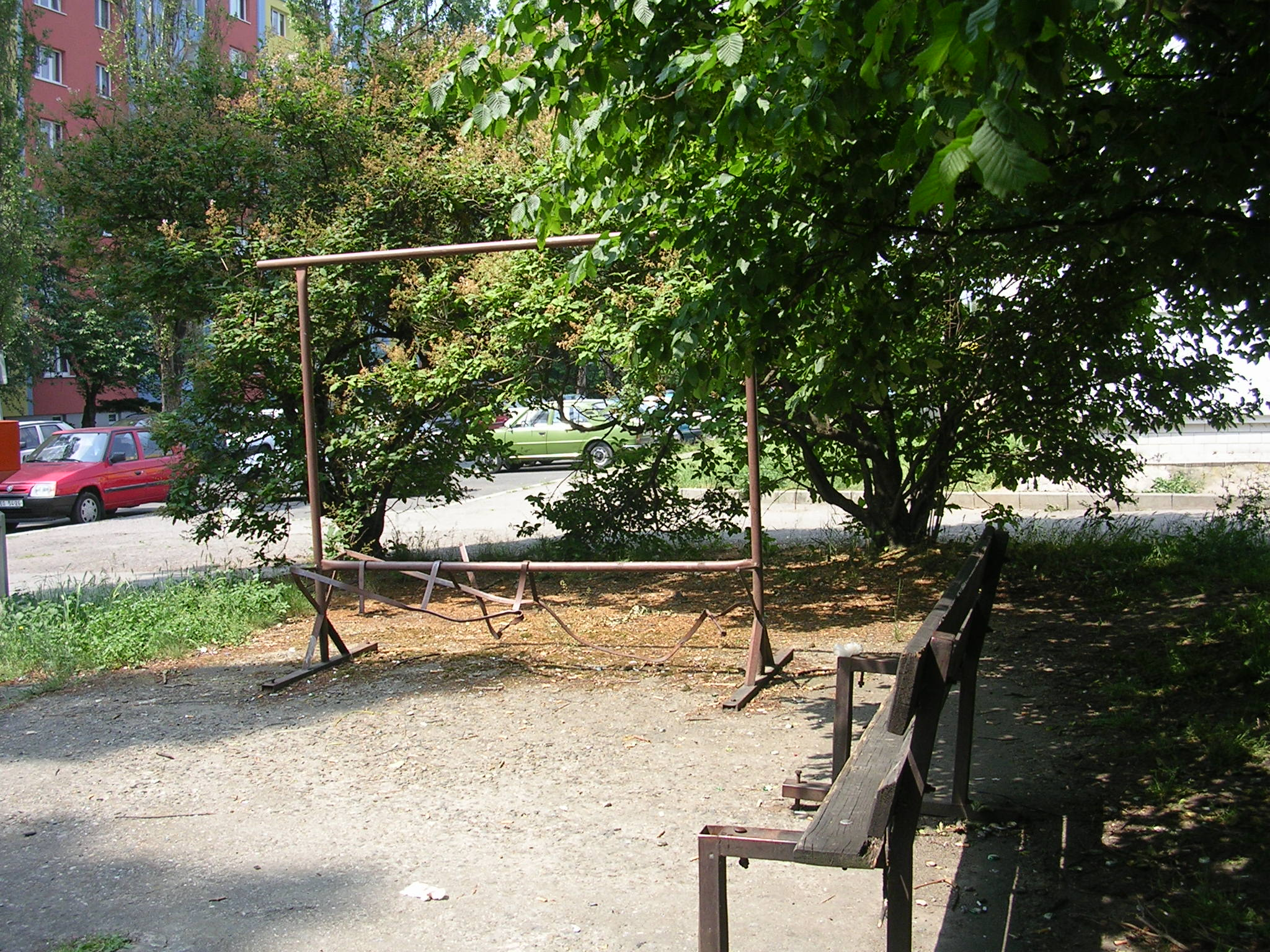
نمایی از آویز فرش